# Steinholz (Werkstoff)
Steinholz (auch Magnesitestrich oder Magnesiaestrich) ist ein fugenloser Estrich und Bodenbelag nach DIN 272 aus Magnesia (MgO) bzw.  Sorelzement und organischen oder mineralischen Füllstoffen.
Ursprünglich wurden bei dem im 19. Jahrhundert entwickelten Steinholz Naturfasern als Füllstoff verwendet. Aufgrund der preisgünstigen Herstellung kam die zementartige Masse seit Beginn des 20. Jahrhunderts im Baubereich auch unter einer Vielzahl von Handelsnamen in Plattenform zur Anwendung (Xylolith, Papyrolith, Linolith, Dresdament u. a.).
Im Gegensatz zum Steinholz bezeichnet Holzbeton eine Mischung aus kalk- und zementhaltigen Bindemitteln und gröberen Holzspänen, die überwiegend zur Herstellung von Mauersteinen, Wandelementen und wetterfesten Bauteilen für den Außenbereich verwendet wird.

## Entwicklung, Zusammensetzung und Eigenschaften
1867 entdeckte der französische Physiker Stanislas Sorel, dass Magnesia (Magnesiumoxid) zusammen mit einer Magnesiumchloridlösung zu einer zementartigen Masse erstarrt. Er erkannte die praktischen Möglichkeiten des neuen Materials und meldete es als Patent im k.u.k. Patentamt an.
Das übliche Mischungsverhältnis dieses nach seinem Entdecker Sorelzement genannten Materials beträgt 2,5 bis 3,5 Teile Magnesia (MgO) auf ein Teil Magnesiumchlorid (MgCl2). Aus dieser Masse und Zuschlagstoffen können Beläge oder Platten in verschiedener Dicke hergestellt werden. Besteht der Zuschlag überwiegend aus Holzmehl und feinen Holzspänen, handelt es sich um Steinholz oder Hartsteinholz (Mischung 1:2 bis 1:4). Statt Holzteilchen können auch Korkschrot, Papier- oder andere organische oder anorganische Stoffe zugegeben werden, mit denen die Endeigenschaften variabel gestaltet werden können.
Steinholz ist fußwarm, feuchtigkeitsausgleichend und druckfest. Die Druckfestigkeit wird mit bis zu 225 kp pro cm² angegeben. Das Material ist gut einfärbbar.
Aufgrund der Feuchtigkeitsempfindlichkeit (Feuchtigkeitsbeanspruchungsklasse AO2) muss in Bädern und anderen Nassräumen eine Abdichtung vorgesehen werden. Die Ausgleichsfeuchte beträgt 4–8 %. Vor dem Aufbringen eines Bodenbelags muss der Feuchtegehalt auf 6–8 % (CM-Messung) gefallen sein. Steinholz ist als schwerentflammbar klassifiziert. Eine Feuerwiderstandsklasse von F-60B hochfeuerhemmend lässt sich erreichen. Steinholz hat eine höhere Leitfähigkeit als andere Estriche, wodurch insbesondere bei Sichtestrich statische Aufladung verhindert wird. 
Trittschalldämmender, schwimmender Estrich benötigt eine Stärke von 35 mm, Heizestrich lässt sich ab 32 und Verbundestrich ab 20 mm herstellen. Die Dichte von Steinholz beträgt etwa 1200 kg/m³ gegenüber 2200 kg/m³ bei den meisten anderen Estrichen. Die Wärmeleitzahl beträgt Steinholz-Estrich 0,40 W/mK (Gussasphalt 0,70 W/mK, Calciumsulfat-Estrich 1,20 W/mK, Zement-Estrich 1,40 W/mK). Die innere Dämpfung ist mit einem Verlustfaktor µ von 0,03 bei Steinholz-Estrich günstig für die Luft- und Trittschalldämmung (Calciumsulfat-Estrich 0,006, Zement-Estrich 0,006). Die Zusammensetzung von Steinholz wirkt holzkonservierend.

## Anwendung
Steinholz wird ähnlich wie Estrich verarbeitet und auf Grund seiner Eigenschaften für hoch beanspruchte Böden in Küchen und Fluren sowie in Werkstätten als Industrieboden eingesetzt. Auch Tischplatten und Wandverkleidungen sind aus diesem Material hergestellt worden.
Die Architekten des Bauhauses arbeiteten in den 1920er und 1930er Jahren mit diesem ökonomisch günstigen Material. Beispielsweise wurden die Böden im Bauhaus Dessau aus Steinholz hergestellt. Ein weiterer bekannter Bau mit Steinholzboden (Euböolith) ist eine vom Büro Taut & Hoffmann errichtete Backfabrik in Berlin-Spandau. Das 1927 in Gelsenkirchen eröffnete Hans-Sachs-Haus war bis zu seiner vollständigen Neugestaltung mit circa 6500 m² Steinholzboden ausgestattet. Die ausführende Schweizer Firma Euböolithwerke AG Olten ist heute noch tätig.
Aufgrund des wachsenden Interesses an ökologisch vertretbaren Baustoffen können sich auch heute noch Produzenten von Steinholz-Belägen nach der Weiterentwicklung an der Zusammensetzung dieses Produkts auf dem Markt behaupten.

### Verarbeitung
Steinholz darf ab 5 °C verarbeitet werden. Höhere Temperaturen bis höchstens 25 °C beschleunigen die Abbindung, während eine hohe Luftfeuchtigkeit Verdunstung des Anmachwassers und Abbindung verzögert.

## Gefahren
In der Nachkriegszeit verbautes Steinholz kann Asbest enthalten und fällt dann in den Geltungsbereich der Gefahrstoffverordnung. Ein intakter Steinholz-Estrich stellt dabei keine Gefahr dar. Bohrungen und andere Beschädigungen müssen aber vermieden werden. Asbesthaltiger Steinholz-Estrich darf nur von Fachunternehmen mit Befähigungsnachweis ausgebaut werden und erfordert umfangreiche Schutzmaßnahmen. Asbesthaltiger Steinholz-Estrich ist als besonders überwachungsbedürftiger Abfall (Sonderabfall) zu entsorgen.